# Saidnaya

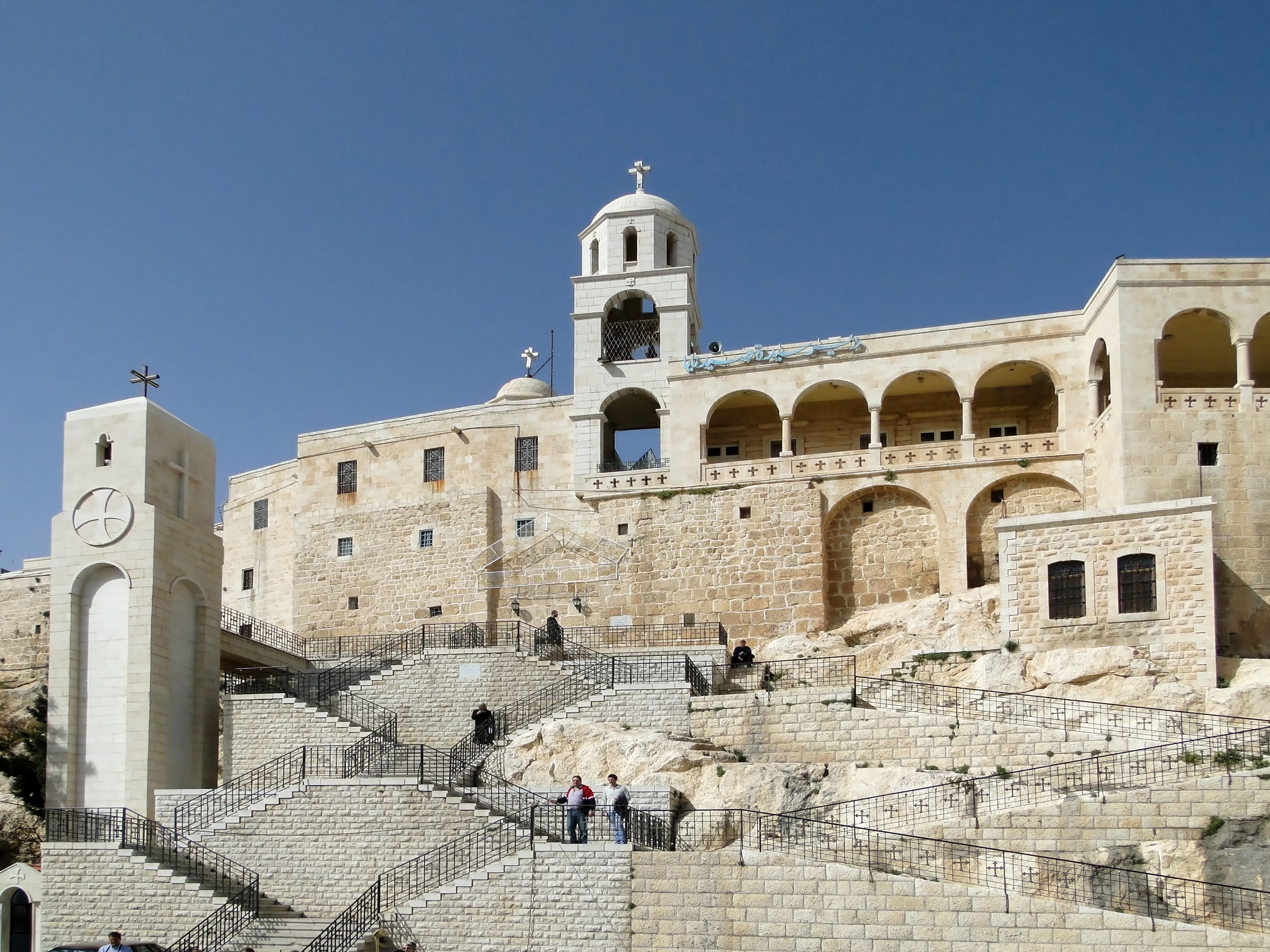
Liebfrauenkloster Saidnaya, 2010

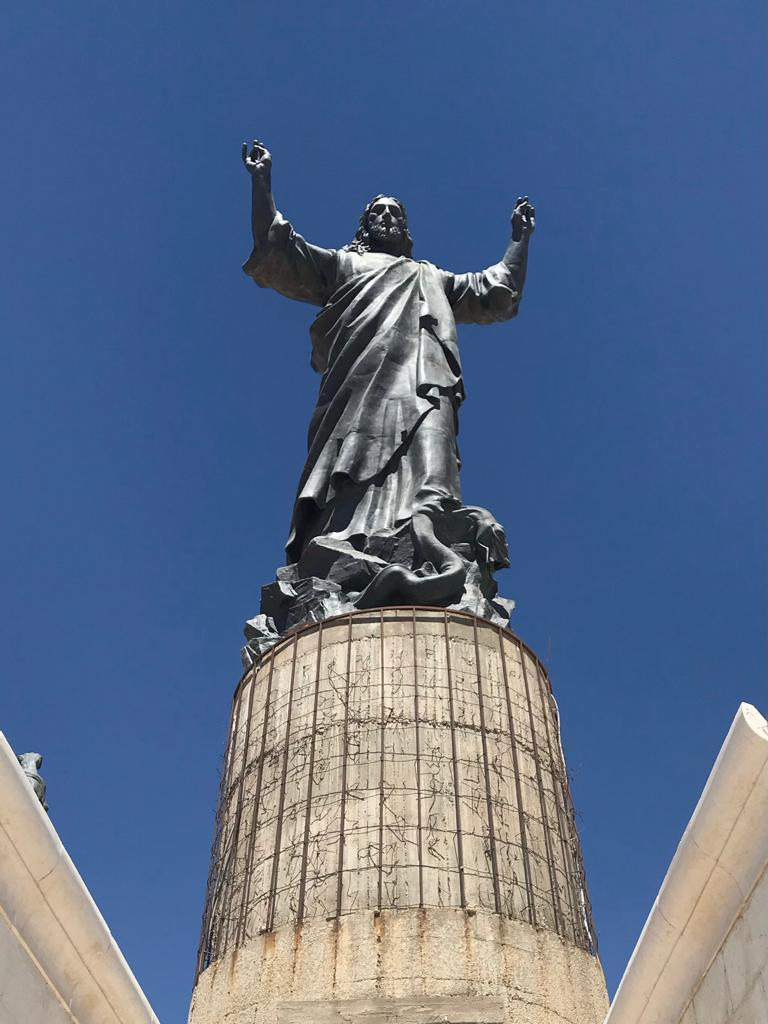
Jesus-Statue neben dem Cherubim-Kloster Saidnaya, 2018

Saidnaya, auch Sednaja, Sednaya, Seidnaya, Sardeneye, Maʿarrat Saydnaya, arabisch صيدنايا, DMG Ṣaidnāyā, syrisch ܣܝܕܢܝܐ, ist eine Ortschaft im syrischen Regierungsbezirk (muḥāfaẓa) Gouvernement Rif Dimaschq. Sie liegt 20 bis 30 Kilometer nördlich von Damaskus im Qalamun-Gebirge auf rund 1500 Meter Höhe und wird mehrheitlich von Christen verschiedener Kirchen bewohnt.

## Bevölkerung
Die Mehrheit der Bewohner der Ortschaft sind Christen. Die Stadt wird in der Bibel an mehreren Stellen erwähnt und gilt als das „Herz des Syrischen Christentums“.

## Bauwerke und Klöster

### Überblick
In Saidnaya befinden sich zahlreiche Klöster und Kirchen verschiedener christlicher Denominationen. Dazu gehören altchristliche Heiligtümer wie die Eliasgrotte und das Ephraimkloster (Mor-Aphram-Kloster). Letzteres ist eines der ältesten Klöster der Welt und heute Sitz des Patriarchen von Antiochien, des Oberhauptes der Syrisch-Orthodoxen Kirche.
Am 14. Oktober 2013 wurde in Saidnaya eine 12,3 m hohe, mit Sockel 32 m hohe Jesus-Statue aufgestellt, die als höchste derartige Statue im Nahen und Mittleren Osten gilt. Sie ist das Werk des armenischen Bildhauers Artusch Papojan und wurde mit Geldern der Russisch-Orthodoxen Kirche und der Russischen Föderation finanziert.

### Wallfahrtskirche St. Maria
Sehr bekannt ist Saidnaya für die Wallfahrtskirche St. Maria. Der Legende nach war der byzantinische Kaiser Justinian I. (482–565) nördlich von Damaskus auf der Jagd. Eine Gazelle, der er nachjagte, verwandelte sich plötzlich in eine Erscheinung der Gottesmutter Maria und befahl Justinian, an dieser Stelle ein Kloster zu bauen. Er begann sofort mit dem Bau; die ersten Vorgängerbauten des heute dort stehenden Klosters „Unserer Lieben Frau“ werden auf 547 n. Chr. datiert. Das heute dort stehende Kloster entstand überwiegend in der Moderne. Die ca. 30 Nonnen, die derzeit das Kloster bewohnen und bewirtschaften, bezeichnen es als das älteste ohne Unterbrechung bewohnte christliche Kloster. Im Kloster wird eine in viele Tücher eingewickelte Ikone mit dem Bild der Gottesmutter verwahrt, die der Evangelist Lukas gemalt haben soll. Aufgrund ihrer Heiligkeit wird sie nicht enthüllt. Am Fest Mariä Geburt (8. September) ist das Kloster jedes Jahr Ziel zahlreicher Pilger. An diesem christlichen Wallfahrtsort, der nach Jerusalem und neben Damaskus und Maalula einer der wichtigsten sein soll, sollen schon viele Menschen von ihren Leiden geheilt worden sein. Einige dieser Geschichten kann man auch im Kloster selbst nachlesen. Die Marienfigur wird von Christen wie Muslimen verehrt.

### Der Cherubim
Auf dem Gipfel des höchsten Berges der Gegend, dem 2000 Meter hohen Cherubim-Berg, benannt nach der Engelart der Cherubim, liegt ebenfalls ein Kloster. Hier findet man Überreste sakraler Bauten. Es gibt eine Kirche aus byzantinischer Zeit und den großen Neubau eines Klosters auf dem Gipfel. Man hat von dort aus eine außergewöhnliche Aussicht über das Land.

### Gefängnis Saidnaya
Südwestlich der Stadt befindet sich das berüchtigte Militärgefängnis Saidnaya. Einem Bericht von Amnesty International zufolge, der auf den Aussagen von 84 Zeitzeugen basierte, wurden dort in den ersten fünf Jahren nach Beginn der Syrienkrise 2011 zwischen 5.000 und 13.000 Zivilisten im Auftrag des syrischen Regimes unter Baschar al-Assad hingerichtet.